# Визни режим Украјине
Визни режим Украјине представља политику државе у погледу захтева за улазак странаца на њену територију.

## Безвизни режим
Држављанима следећих 5 држава није потребна виза без ограниченог периода боравка:
| - Азербејџан - Грузија - Јерменија - Молдавија - Узбекистан |

Држављанима следеће 64 државе и територије није потребна виза за посету Украјини са ограниченим периодом боравка:
| - Сви држављани ЕУ - Албанија - Андора - Антигва и Барбуда - Аргентина 1 - Белорусија - Босна и Херцеговина - Бразил - Брунеј 2 - Ватикан - Израел - Исланд - Јапан - Јужна Кореја - Казахстан - Канада - Катар - Киргистан | - Лихтенштајн - Македонија - Монако - Монголија - Норвешка - Русија - Сан Марино - Свети Китс и Невис - Сједињене Америчке Државе - Србија 2 - Таџикистан - Турска - Уједињени Арапски Емирати - Хонг Конг 3 - Црна Гора - Чиле - Швајцарска |

Напомене
1. ^  90 дана на сваких 365 дана.
2. ^  30 дана на сваких 60 дана
3. ^  14 дана.